# معاملة المثليين في جزيرة مان
تطورت حقوق المثليات والمثليين ومزدوجي الميول الجنسية والمتحولين جنسياً (اختصاراً: LGBT) في تابعة التاج البريطاني جزيرة مان بشكل كبير منذ مطلع القرن الواحد والعشرين. تم إلغاء تجريم النشاط الحنسي المثلي الخاص والمتراضي بين البالغين من الذكور في الجزيرة في عام 1992. تم تمديد حقوق المثليين واعترافهم في القانون منذ ذلك الحين، مثل المساواة في السن القانونية للنشاط الجنسي (2006)، الحماية من التمييز في التوظيف (2006)، الاعتراف بالهوية الجندرية (2009)، الحق في الدخول في شراكة مدنية (2011)، والحق في تبني المثليين للأطفال (2011)، والحق في عقد زواج المثليين المدني (2016).
على الرغم من أن جزيرة مان ليست جزءًا من المملكة المتحدة، إلَّا أنها اتبعت ماقامت به المملكة المتحدة في دمج الاتفاقية الأوروبية لحقوق الإنسان في قوانينها الخاصة من خلال «قانون حقوق الإنسان لسنة 2001».

## قانونية النشاط الجنسي المثلي
قبل أيلول/سبتمبر 1992، كان النشاط الجنسي المثلي جريمة جنائية يُعاقب عليها القانون. وبعد إلغاء التجريم، تم تحديد سن الرضا في 21، والتي كانت في ذلك الوقت نفس العمر كما هو الحال في المملكة المتحدة. في عام 2001، خفض سن القانونية للنشاط الجنسي المثلي بين الذكور إلى 18 بموجب «قانون العدالة الجنائية 2001 (ج.4)». في عام 2006، تم بموجب «قانون الجرائم الجنسية (التعديل) 2006 (c.3)» تخفيض السن القانونية مرة أخرى إلى 16، وأصبح محايدًا جنسانياً لجميع السلوك الجنسي، بغض النظر عن الجندر والتوجه الجنسي.
يواصل القسم 9 من «قانون الجرائم الجنسية 1992» تطبيق القانون الجنائي على بعض «الجرائم غير الطبيعية» بين الرجال. تجعل الأقسام الفرعية (1) و (4) «السدومية» و «الفحش العام» بين جرائم الرجال إذا كان أحد الطرفين أو كليهما تحت سن السادسة عشرة وكذلك إذا ارتكبت الأفعال «في مكان آخر غير خاص». يتم تعريف معنى هذا في القسم 10: ليس بالوسائل الخاصة أن «أكثر من شخصين حاضرين» أو أن الموقع هو «أي مكان يكون للجمهور أو يسمح لهم بالوصول إليه، سواء كان ذلك عبر الدفع أو غير ذلك.»

## الاعتراف القانوني بالعلاقات المثلية
يمكن الاعتراف بالعلاقات المثلية من خلال الشراكات المدنية أو الزواج. قام المجلس التشريعي في جزيرة مان بتشريع الشراكات المدنية في أبريل 2011 وزواج المثليين في يوليو 2016.

### الشراكات المدنية
منذ عام 2011، تم تقنين الشراكات المدنية. مر «مشروع قانون الشراكة المدنية 2011» في جميع مراحل كل من مجلس المفاتيح (المجلس السفلي لبرلمان جزيرة مان) والمجلس التشريعي (المجلس العلوي لجزيرة مان)، وتم التوقيع عليه ليصبح قانونا في 15 مارس 2011. ودخل «قانون الشراكة المدنية 2011 (c. 2)» حيز التنفيذ في 6 أبريل 2011. وقد تقرر في عام 2014 أن زواج المثليين من إنجلترا وويلز واسكتلندا وكذلك علاقات أخرى أجريت في الخارج سيتم الاعتراف بها كشراكات مدنية في الجزيرة، وذلك إلى أن تم تقنين زواج المثليين في الجزيرة بعد عامين من ذلك.

### زواج المثليين
في 9 حزيران/يونيو 2015، أعلن رئيس وزراء الجزيرة آلان بيل اعتزامه إلغاء القانون الذي يمنع زواج المثليين في الجزيرة. بعد مشاورة عامة حول هذه المسألة، تم تقديم مشروع قانون لتشريع زواج المثليين في الجزيرة في «مجلس المفاتيح» في 2 فبراير 2016. تم الانتهاء من المشاورات العامة وقدمت الحكومة ردها عليه بحلول 22 يناير 2016، ومر مشروع القانون القراءة الثالثة في مجلس المفاتيح في 8 آذار في تصويت 17 صوتا لصالح مقابل 3 أصوات ضد (17-3). بعد عدد من التعديلات الفنية في مرحلة المواد، أقر مشروع القانون في قراءته الثالثة في المجلس التشريعي في 26 أبريل 2016 بتصويت 6 أصوات لصالحه مقابل 3 أصوات ضده (6-3). وافق مجلس المفاتيح بالإجماع على التعديلات التي أدخلت على مشروع القانون يوم 10 مايو، ومنحت الموافقة الملكية على القانون في 19 يونيو 2016. دخل القانون حيز التنفيذ في 22 يوليو 2016.
تم عقد أول زواج مثلي في جزيرة مان وهو زواج مارك وألان ستيفان كويل، اللذين حولا شراكتهما المدنية إلى زواج في 25 يوليو 2016. وتم عقد أول زواج مثلي في الجزيرة في 30 يوليو، بين لوك كارين وزاك توملينسون.

## التبني وتنظيم الأسرة
بموجب «قانون الشراكة المدنية 2011 (c. 2)»، تم منح الشركاء والأزواج المثليين في جزيرة مان إمكانية متساوية في الحصول على التبني المشترك أو تبني أحد الشريكين للطفل البيولوجي للشريك الآخر منذ 6 أبريل 2011.
بالإضافة إلى ذلك، لدى الزوجات والشريكات المثليات إمكانية الوصول إلى التلقيح الاصطناعي.

## الحماية من التمييز
بموجب «قانون التوظيف 2006» (21)، الذي دخل حيز التنفيذ في 1 سبتمبر 2006، تبنت جزيرة مان تشريعات جعلت من غير القانوني فصل الموظفين بسبب توجههم الجنسي. في ذلك الوقت، ذكرت تقارير تتعلق بحقوق المثليين من جزيرة مان أن حكومة الجزيرة «تتخلف» عن باقي المملكة المتحدة في ذلك.
في عام 2013، بعد قضية حظيت بتغطية إعلامية واسعة في الجزيرة تتعلق بشريكتين مثليتين لم يسمح لهما باستئجار منزل من قبل قسيس، أعلن رئيس وزراء الجزيرة آلان بيل أنه سيتم صياغة تشريع يحظر جميع أشكال التمييز في السلع والخدمات. سيحل "مشروع قانون المساواة 2015"، المستند إلى قانون المساواة البريطاني 2010"، محل جميع القوانين الحالية المناهضة للتمييز في قانون واحد. انتهت المشاورات حول مشروع القانون في نوفمبر 2014. في أغسطس 2015، نشرت الحكومة ردها على المشاورات. تمت القراءة الأولى في المجلس التشريعي المؤلف من 11 عضوًا في 8 مارس 2016. أقر مشروع القانون قراءته الثانية بتصويت 6 أعضاء لصالحه مقابل 3 أصوات ضده (6-3) في 22 مارس. تم اقتراح 12 تعديلا لمشروع القانون في مرحلة المواد وتم تمريرها كلها.
مر مشروع القانون في قراءته الثالثة بتصويت 5 أعضاء لصالحه مقابل 4 أعضاء ضده (5-4) في 14 يونيو 2016. في 7 مارس، تمت الموافقة على التشريع من قبل مجلس المفاتيح مع بعض التعديلات. في 28 مارس، وافق المجلس التشريعي على التعديلات. تم منح الموافقة الملكية في 18 تموز 2017. سيدخل «قانون المساواة 2017» حيز التنفيذ في يوليو 2019، بسبب مرحلة فترة لمدة 24 شهرا.
وينص «قانون المساواة 2017» على أن كلا من السن أو الإعاقة أو تغيير الجنس والزواج والشراكة المدنية والحمل والأمومة أو العرق أو الدين أو المعتقد، أو الجنس، والتوجه الجنسي، تعتبر خصائص محمية وأسبابا لعدم التمييز.

### الهوية الجندرية والتعبير عنها
يسمح للأشخاص المتحولين جنسياً بتغيير جنسهم القانوني وإقرار جنسهم الجديد نتيجة ل"قانون الاعتراف بالجندر 2009 (ج.11).

## ملخص
| قانونية النشاط الجنسي المثلي                                                                 | (منذ عام 1992)                                                                   |
| المساواة في السن القانوني للنشاط الجنسي                                                      | (منذ عام 2006)                                                                   |
| قوانين مكافحة التمييز في التوظيف                                                             | (منذ عام 2006)                                                                   |
| قوانين مكافحة التمييز في توفير السلع والخدمات                                                | (منذ يوليو 2016)                                                                 |
| قوانين مكافحة التمييز في جميع المجالات الأخرى (تتضمن التمييز غير المباشر، خطاب الكراهية)     | (منذ يوليو 2016)                                                                 |
| قوانين مكافحة التمييز تشمل الهوية الجندرية                                                   | (منذ يوليو 2016- ينص "قانون المساواة 2017" على "تغيير الجنس" و"شخص متحول جنسيا") |
| زواج المثليين                                                                                | (منذ عام 2016)                                                                   |
| الاعتراف القانوني بالعلاقات المثلية                                                          | (منذ عام 2011)                                                                   |
| تبني أحد الشريكين للطفل البيولوجي للشريك الآخر                                               | (منذ عام 2011)                                                                   |
| التبني المشترك للأزواج المثليين                                                              | (منذ عام 2011)                                                                   |
| يسمح للمثليين والمثليات ومزدوجي التوجه الجنسي والمتحولين جنسيا الخدمة علناً في القوات المسلحة | (تحت مسؤولية القوات المسلحة البريطانية)                                          |
| الحق بتغيير الجنس القانوني                                                                   | (منذ عام 2009)                                                                   |
| علاج التحويل محظور على القاصرين                                                              | No                                                                               |
| الحصول على أطفال أنابيب للمثليات                                                             | (منذ عام 2009)                                                                   |
| تأجير الأرحام التجاري للأزواج المثليين من الذكور                                             | No                                                                               |
| السماح للرجال الذين مارسوا الجنس الشرجي بالتبرع بالدم                                        | (تحت النظر منذ عام 2014)                                                         |